# Organoloodchemie
In de organoloodchemie worden verbindingen bestudeerd waarin een directe binding tussen koolstof en lood aanwezig is. Hiermee is de organoloodchemie een onderdeel van de algemenere organometaalchemie. De eerste verbinding die in de klasse gesynthetiseerd is, was in 1858 hexaethyldilood. Omdat lood in dezelfde groep van het periodiek systeem staat als koolstof, is het ook vierwaardig.
Gaande door de koolstofgroep wordt de C–X (X = C, Si, Ge, Sn, Pb) binding zwakker en langer. De C–Pb binding in tetramethyllood is 222 pm lang met een bindingsenergie van 854 kJ/mol. In vergelijking hiermee is de C–Sn binding in tetramethyltin 214 pm lang en 1,24 MJ/mol sterk. De organolood-chemie heeft vooral betrekking op vierwaardig lood, wat opmerkelijk is, omdat de anorganische chemie van lood vooral over de tweewaardige vorm gaat. De achtergrond van dit verschil wordt gevonden in het feit dat in de anorganische chemie lood vooral aan sterk elektronegatieve elementen als stikstof, zuurstof en de halogenen gebonden is. De (partiële) positieve lading die door deze bindingspartners op lood gegenereerd wordt heeft tot gevolg dat de 6s orbitaal samentrekt rond de atoomkern en daardoor inert wordt.
In het verleden is tetraethyllood als anti-klopmiddel in benzine veruit de belangrijkste vertegenwoordiger van organolood-verbindingen geweest.
Lood wordt doorgaans via lood(IV)acetaat of lood(II)chloride in het organische molecuul geïntroduceerd.
Het gebruik van organoloodverbindingen is beperkt vanwege de giftigheid van lood.

## Synthese
Organoloodverbindingen kunnen bereid worden op basis van een Grignardreagens en lood(II)chloride. Zo reageert methylmagnesiumchloride met loodchloride tot tetramethyllood, een heldere vloeistof met een kookpunt van 110 °C en een dichtheid van 1.995 g/cm³. De reactie van loodchloride met het lithiumzout van pentamethylcyclopentadieen geeft een lood-metalloceen: plumboceen, weergegeven als Cp*2Pb.
Een aantal aromaten reageert direct met lood(IV)acetaat tot aryl-loodverbindingen via een elektrofiele aromatische substitutie. Zo geeft anisol (methoxybenzeen) in een mengsel van chloroform en dichloorazijnzuur samen met lood(IV)acetaat p-Methoxyfenylloodtriacetaat:
Naast de eerder genoemde groepen zijn ook organoloodhalogeniden (RnPbX(4−n), organoloodsulfinaten ((RnPb(OSOR)(4−n)) en organoloodhydroxiden (RnPb(OH)(4−n)) beschreven. Voorbeelden van de bereiding van deze verbindingen zijn:
R4Pb + HCl → R3PbCl + RH
R4Pb + SO2 → R3PbO(SO)R
R3PbCl + 1/2Ag2O (aq) → R3PbOH + AgCl
R2PbCl2 + 2 OH− → R2Pb(OH)2 + 2 Cl−
R2Pb(OH)2-verbindingen zijn amfoteer: bij een pH lager dan 8 (zuur milieu) vormen zij R2Pb2+-ionen, bij pH groter dan 10 worden R2Pb(OH)3− ionen gevormd.
De plumboxanen kunnen beschouwd worden als afgeleiden van de hydroxiden:
2 R3PbOH + Na → (R3Pb)2O + NaOH + ½ H2
waarmee ook polymere alkoxiden bereikbaar worden:
(R3Pb)2O + R'OH → 1/n (R3PbOR')n− + n H2O

## Reacties
De C–Pb bond is vrij zwak, waardoor homolyse van organoloodverbindingen tot vrije radicalen makkelijk optreedt. De anti-klopkenmerken van de organolood-verbindingen zijn gebaseerd op deze eigenschap: zij functioneren als radicaalinitiator. De algemene reactie van lood-aryl- en -vinyl-verbindingen bestaat uit transmetalatie zoals met boorzuren en zuur gekatalyseerde heterocyclische splitsing. Organoloodverbindingen worden ook toegepast bij het koppelen van twee aromaten. Organolood-verbindingen zijn reactiever dan de overeenkomstige organotin-verbindingen (door de zwakkere binding) en zijn daarom ook bruikbaar in de synthese van sterisch gehinderde biarylen.
In de oxyplumbering, worden organolood-alkoxiden gekoppeld aan polaire alkenen:
H2C=CH-CN + (Et3PbOMe)n → MeO-CH2-HC(PbEt3)-CN → MeO-CH2-CH2-CN
Het alkoxide wordt teruggevormd in de op deze reactie volgende methanolyse, en fungeert dus als katalysator.

### Arylloodtriacetaten
De lood-substituent in p-methoxyfenylloodtriacetaat wordt makkelijk vervangen door koolstof-nucleofielen als fenolen. 2,4,6-trimethylfenol reageert exclusief op de aromatische ortho-positie, met verlies van aromaticiteit(!):
De reactie verloopt alleen in een grote overmaat van een complexvormend amine als pyridine dat waarschijnlijk een rol speelt in de binding aan lood tijdens het verloop van de reactie. De reactie is niet gevoelig voor verbindingen die met vrije radicalen reageren, dus een reactie via dit soort intermediairen treedt niet op. Het reactiemechanisme lijkt beschreven te kunnen worden via een nucleofiele substitutie van een van de acetaatgroepen door het fenol, waarbij een diorganolood-verbinding ontstaat. In sommige gerelateerde reacties is dit intermediair geïsoleerd. De volgreactie lijkt veel op die van de Claisen-omlegging met dien verstande dat de reactie gestuurd wordt door de elektrofiliciteit van het reagens: de ortho-positie van het fenol.
Als nucleofiel kan ook het carbanion van een β-dicarbonyl-verbinding optreden:
Het carbanion ontstaat doordat pyridine een proton onttrekt op de α-positie (pyridine fungeert hier in de dubbelrol van base en complexvormer) zoals bijvoorbeeld in de Knoevenagel-condensatie. Het anion vervangt een acetaatgroep op lood waardoor een diorganoloodverbinding ontstaat. Met de keuze van de juiste reactanten kunnen deze intermediairen als (instabiele) tussenstappen geïsoleerd worden. De tweede stap is een reductieve eliminatie waarbij de nieuwe C–C-binding gevormd wordt, samen met lood(II)acetaat.

## Reactieve intermediairen
Organolood-verbindingen vormen een verscheidenheid aan reactieve intermediairen zoals vrije radicalen en plumbylenen, de lood-analoga van carbenen:
- vrije radicalen

Me3PbCl + Na (77 K) → Me3Pb.
- plumbylenen

Me3Pb-Pb-Me3 → [Me2Pb]
[Me2Pb] + (Me3Pb)2 → Me3Pb-Pb(Me)2-PbMe3
Me3Pb-Pb(Me)2-PbMe3 → Pb(0) + 2 Me4Pb
Deze intermediairen ontleden via disproportionering.
Plumbylidines van het type RPb (formeel Pb(I)-verbindingen) zijn als ligand bekend in LnMPbR-verbindingen (vergelijkbaar met koolstof in metaalcarbynes).

## Navigatie
Navigatie Koolstof-elementbinding